# Feresd

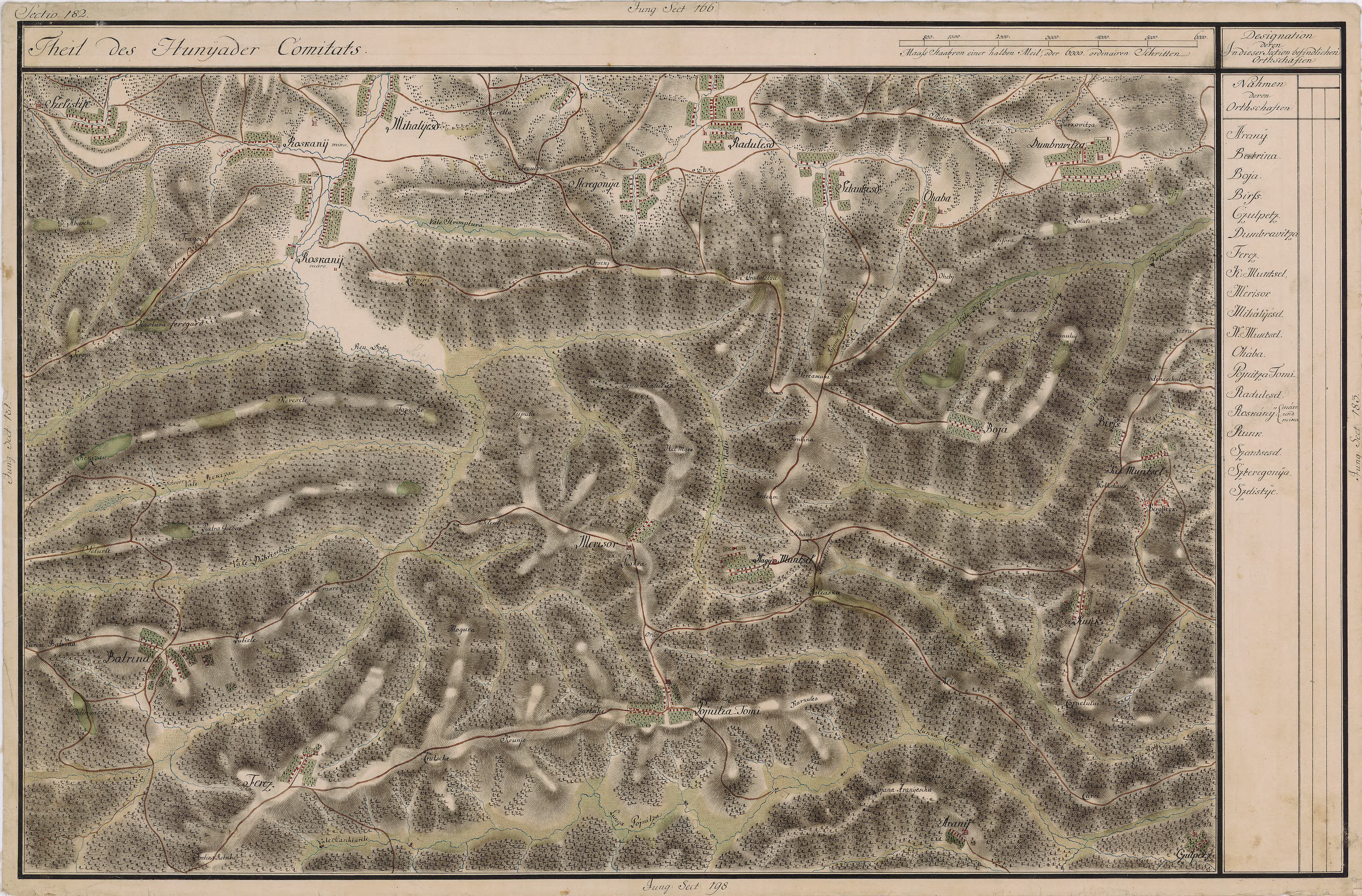
Feresd egy régi térképen

Feresd románul: Feregi, falu Romániában, Erdélyben, Hunyad megyében.

## Fekvése
Vajdahunyadtól nyugatra, a hegyek közt fekvő település.

## Története
Feresd, Ferecse nevét 1482-ben p. Ferech néven említette először oklevél. 1506-ban v. Ferecze, 1506-ban Koszta kenéz, 1733-ban Feress, 1750-ben Feresd, 1805-ben Feleds, 1808-ban Feredz, Ferez, 1861-ben  Feresd, 1913-ban Feresd néven írták.
1510-ben v. Fereche Hunyadvár tartozékai közé tartozott.
A trianoni békeszerződés előtt Hunyad vármegye Vajdahunyadi járásához tartozott. 1909 és 1919 között 257 lakosából 254 román volt.